# Angloamerikanci
Angloamerikanci (kraće Amerikanci), u etničkom smislu, narod koji se formirao od doseljenika s Britanskog otočja na području današnjih Sjedinjenih Država, poglavito od Engleza i drugih pristiglih jezično asmiliranih naroda.

## Populacija
Prema  'UN Country Population'  (2007), na području SAD-a živi ukupno 305,826,000 stanovnika od čega na Angloamerikance otpada 152,390,000. Ovom broju nisu pridodani Afroamerikanci kojih ima 26,415,000 kao ni pripadnika ostalih 312 različitih naroda. Svih Angloamerikanaca u svijetu, po istim izvorima, ima 155,403,000, a naseljeni su u 107 država (uključujući SAD). Van SAD-a najviše ih ima državama kao što su: Kanada (289,000), Gvatemala (379,000), Meksiko (213,000), UK (195,000), Filipini (132,000), Panama (131,000), Dominikanska Republika (78,000), Ekvador (67,000), Australija (63,000), i drugdje

## Vanjske poveznice
- Americans, U.S. of United States